# Conservatorio Evaristo Felice Dall'Abaco
Il conservatorio Evaristo Felice Dall'Abaco è un istituto superiore di studi musicali di Verona.

## Storia
Trae le sue origini dalla  “Scuola d’istrumenti ad arco” di Verona aperta nel 1878, grazie a un lascito di Francesco Orti. Negli anni successivi si uniscono altre scuole e nel 1927 il Comune le unifica nel Civico Liceo Musicale con sede, inizialmente nell'Accademia Filarmonica, e successivamente nel Palazzo Giuliani. Nel 1952 il liceo viene intitolato a Evaristo Felice Dall'Abaco e nel 1968 diviene Conservatorio statale di musica con 72 cattedre.

## Sedi
La sede principale è il palazzo Giuliari e una seconda sede è nel palazzo Boggian.
Quest'ultimo, un edificio settecentesco, fu restaurato nel 1928 da Ettore Fagiuoli e acquistato da Clara Boggian nel 1930. Tra gli anni 1930 e 1960 ospitò il salotto culturale di Umberto e Clara Zoboli Boggian; nella sala della musica, dotata di pianoforte Bechstein a coda, i Boggian organizzavano concerti e letture. Clara Boggian dispose per testamento che la casa fosse adibita «a perpetuo uso dell'attività didattica, culturale e musicale» dell'allora civico liceo musicale Dall'Abaco. All'entrata dell'edificio un'iscrizione ricorda il lascito.